# Janusz Wilczyński
Janusz Wilczyński (ur. 27 sierpnia 1938 w Gnieźnie, zm. 22 października 2015 w Warszawie) – polski fizyk eksperymentator, profesor doktor habilitowany, specjalista w dziedzinie fizyki jądrowej.

## Życiorys zawodowy
Janusz Wilczyński ukończył studia na Uniwersytecie Jagiellońskim w 1961. W tym samym roku rozpoczął pracę na Wydziale Matematyki, Fizyki i Chemii UJ. W latach 1962–1966 przebywał na stażu naukowym w Zjednoczonym Instytucie Badań Jądrowych (ZIBJ) w Dubnej. Pracę doktorską obronił w 1967 na podstawie rozprawy pt. „O mechanizmie reakcji przekazu protonu”. W 1967 rozpoczął pracę w Instytucie Fizyki Jądrowej w Krakowie. Lata 1967–1971 to kolejny staż naukowy w ZIBJ, a następnie (1972-1974) 1,5-roczny staż w Instytucie Nielsa Bohra w Kopenhadze. Stopień doktora habilitowanego uzyskał w 1976 na podstawie rozprawy „Makroskopowe aspekty mechanizmu zderzeń ciężkich jonów z jądrami atomowymi.”. W 1980 rozpoczął pracę w Instytucie Badań Jądrowych w Świerku. W 1981 uzyskał tytuł naukowy profesora. Profesor Wilczyński był zapraszany i prowadził prace badawcze w wielu znanych ośrodkach badawczych na świecie: Institut de physique nucléaire w Orsay (1976), Kernfysisch Versneller Instituut Groningen (1977-1979, 1989-1991), National Superconducting Cyklotron Laboratory w East Lansing (1983-1984) i Lawrence Berkeley National Laboratory w Berkeley (1984-1986). W 1988 roku wygłosił cykl wykładów na Uniwersytecie w Kyoto (Japonia). Ponadto w latach 1998–2010 odbył wielokrotnie krótsze wizyty naukowe w LBNL w Berkeley (USA) i Laboratori Nazionali del Sud w Katanii (Włochy).

## Zainteresowania i osiągnięcia naukowe
Aktywność naukowa prof. Janusza Wilczyńskiego była głównie związana z badaniami mechanizmu oddziaływania dwóch jąder atomowych. W latach 60. uczestniczył w pionierskich badaniach tzw. reakcji głęboko-nieelastycznych, był współtwórcą 30 lekkich nieznanych przedtem jąder o dużym nadmiarze neutronów. W latach 70. wprowadził do fizyki jądrowej pojęcie siły kontaktowej i krytycznego momentu pędu ograniczającego reakcje fuzji, podał interpretację reakcji głęboko nieelastycznych, która na stałe weszła do podręczników fizyki jądrowej pod nazwą „diagram Wilczyńskiego”. W latach 80. zajmował się badaniami reakcji niekompletnej fuzji jąder atomowych – nowego mechanizmu reakcji dla zderzeń zachodzących powyżej krytycznego momentu pędu. Kolejne lata to w szczególności badania natury sił dyssypacyjnych w materii jądrowej na pograniczu energii niskich (kilka MeV na nukleon) i pośrednich (kilkadziesiąt MeV/nukleon). Zaproponował nową metodę eksperymentalną pozwalającą na pomiary skali czasowej w reakcjach pół-peryferyjnych. Metoda jest z powodzeniem stosowana w pracach prowadzonych w laboratorium w Katanii. Był również współautorem modelu „Fusion by Diffusion”, który jest stosowany do opisu reakcji prowadzących do produkcji nowych pierwiastków superciężkich (pierwiastki o liczbach atomowych Z > 104). Profesor Wilczyński brał udział w pracach wielu komitetów doradczych międzynarodowych konferencji naukowych i wygłosił około 20 zaproszonych referatów.

## Publikacje
Jest autorem ponad 160 publikacji w referowanych, międzynarodowych czasopismach naukowych. Indeks cytowań według SCOPUS wykazuje ponad 4500, a tzw. indeks Hirsha wynosi 38.

## Nagrody i odznaczenia
Za pracę naukową i publikacje prof. Wilczyński otrzymał liczne nagrody i odznaczenia:
• Indywidualna nagroda naukowa Polskiego Towarzystwa Fizycznego, 1976
• Indywidualna nagroda II stopnia Państwowej Komisji Rady ds. Wykorzystanie Energii Jądrowej (1978)
• Nagroda zbiorowa Państwowego Komitetu Nauki i Techniki ZSRR, 1982
• Złoty Krzyż Zasługi, 1989
• Nagroda naukowa im. Wojciecha Rubinowicza, Polskie Towarzystwo Fizyczne, 1992
• Nagroda przyznawana przez Elsevier Science Publisher B.V. za recenzowanie prac w czasopiśmie Physics Letters B w latach 1990–1991
• Krzyż Kawalerski Orderu Odrodzenia Polski, 2015.